# Antonina Behnke
Antonina Behnke (ur. 13 czerwca 1989) – polska biegaczka średnio- i długodystansowa.
Zawodniczka klubów: UKS 14 Zabrze (2007-2011), UKS Barnim Goleniów (2012). Brązowa medalistka mistrzostw Polski w biegu na 3000 metrów z przeszkodami (2012). Młodzieżowa wicemistrzyni Polski (2011) oraz czternasta zawodniczka młodzieżowych mistrzostw Europy (2011) na tym dystansie. Brązowa medalistka halowych mistrzostw Polski juniorów w biegu na 3000 metrów (2008). Drużynowa brązowa medalistka akademickich mistrzostw świata w biegach przełajowych 2012. 
Wybrane rekordy życiowe: 1500 metrów - 4:26.35 (2012), 3000 metrów - 9:31.23 (2012), 3000 metrów z przeszkodami - 10:08.25 (2012)